# Шахтна лампова

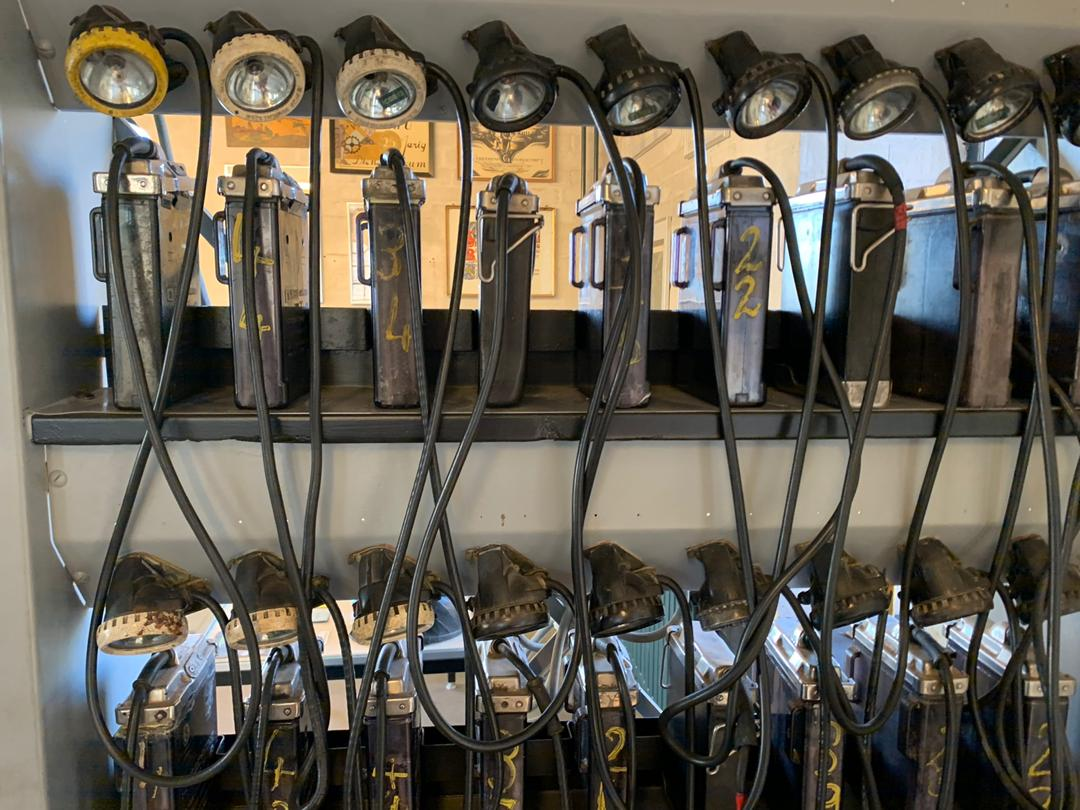
Шахтні ліхтарі під час заряджання

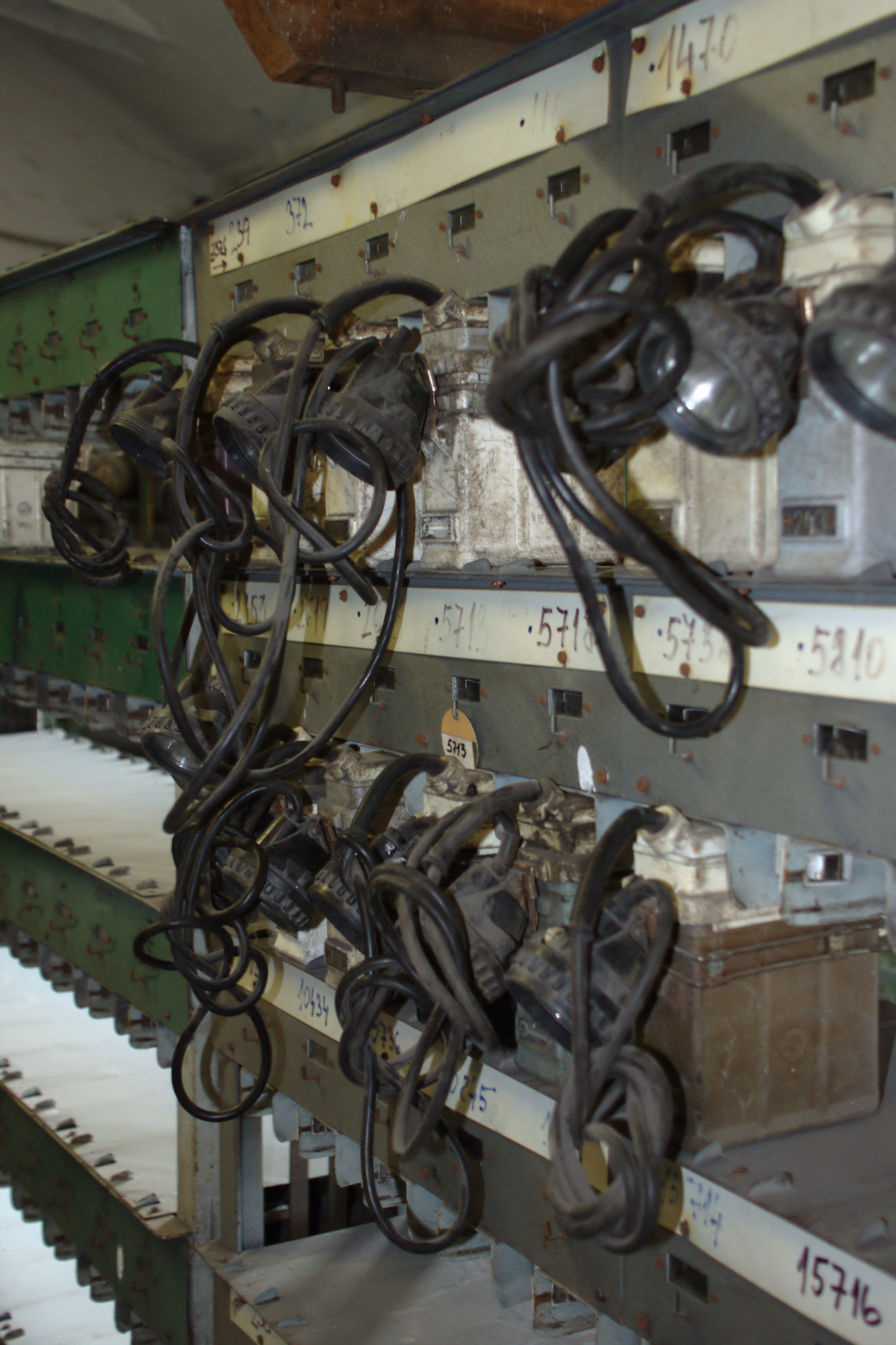
Шахтні ліхтарі під час заряджання

Шахтна лампова (рос. ламповая шахтная, англ. lamp room,  Lampenraum m, Lampenstation f, Lampenstube f, Lampenkammer f) — приміщення на поверхні шахти або іншого гірничого підприємства для зберігання, ремонту та зарядки різних світильників (шахтних ліхтарів, освітлювачів), перевірки, зберігання та обслуговування саморятувальників, газоаналізаторів, респіраторів, обрахунку робочого часу, поіменного контролю перебування персоналу в підземних виробках. Розміри приміщення Л.ш. залежать від розміру встановленого устаткування, обладнання, а також характеру та організації праці при обслуговуванні світильників, респіраторів та саморятувальників і т.ін.
Л.ш. складається з ряду приміщень: для видачі й приймання світильників, приготування електроліту, промивання і доливання акумуляторів, заряджання світильників, зарядних агрегатів і випрямляючих пристроїв, для обслуговування бензинових ламп, ремонту світильників, перевірки і зберігання саморятувальників, газоаналізаторів, чистки і заправки респіраторів; устаткування для автоматизованого обліку спуску в шахту і виїзду з шахти персоналу, зберігання і розливу вибухо- і пожежонебезпечних, токсичних матеріалів тощо.
У зв'язку зі специфікою праці у ламповій при її обладнанні особливе значення надається надійному і достатньому освітленню, провітрюванню приміщень.
Л.ш. розміщується в окремому вогнестійкому приміщенні на поверхні. В разі розміщення лампової в адміністративному побутовому комбінаті шахти вона відокремлюється від інших приміщень вогнестійкою стінкою. За типом обладнання і організації роботи Л.ш. поділяються на лампові з самообслуговуванням і без самообслуговування.
ШАХТНА АВТОМАТИЗОВАНА ЛАМПОВА — комплект обладнання, який забезпечує автоматизацію процесу зарядки, контролю якості та обліку видачі світильників (ліхтарів) у шахтній ламповій.